# Postolin (Pomerania)
Postolin [pronunciación en polaco: /pɔsˈtɔlin/] (en alemán Pestlin) es un pueblo ubicado en el distrito administrativo de Gmina Sztum, dentro del Condado de Sztum, Voivodato de Pomerania, en Polonia del norte. Se encuentra aproximadamente a 6 kilómetros al sur de Sztum y a 62 kilómetros al sureste de la capital regional Gdansk.
Antes de 1772, el área fue parte del Reino de Polonia, luego hasta 1945 fue de Prusia y Alemania. Para la historia de la región, ve Historia de Pomerania.
El pueblo tiene una población de 510 habitantes.